# Allotinus leogoron
Allotinus leogoron är en fjärilsart som beskrevs av Hans Fruhstorfer 1915. Allotinus leogoron ingår i släktet Allotinus och familjen juvelvingar. Inga underarter finns listade i Catalogue of Life.

## Bildgalleri

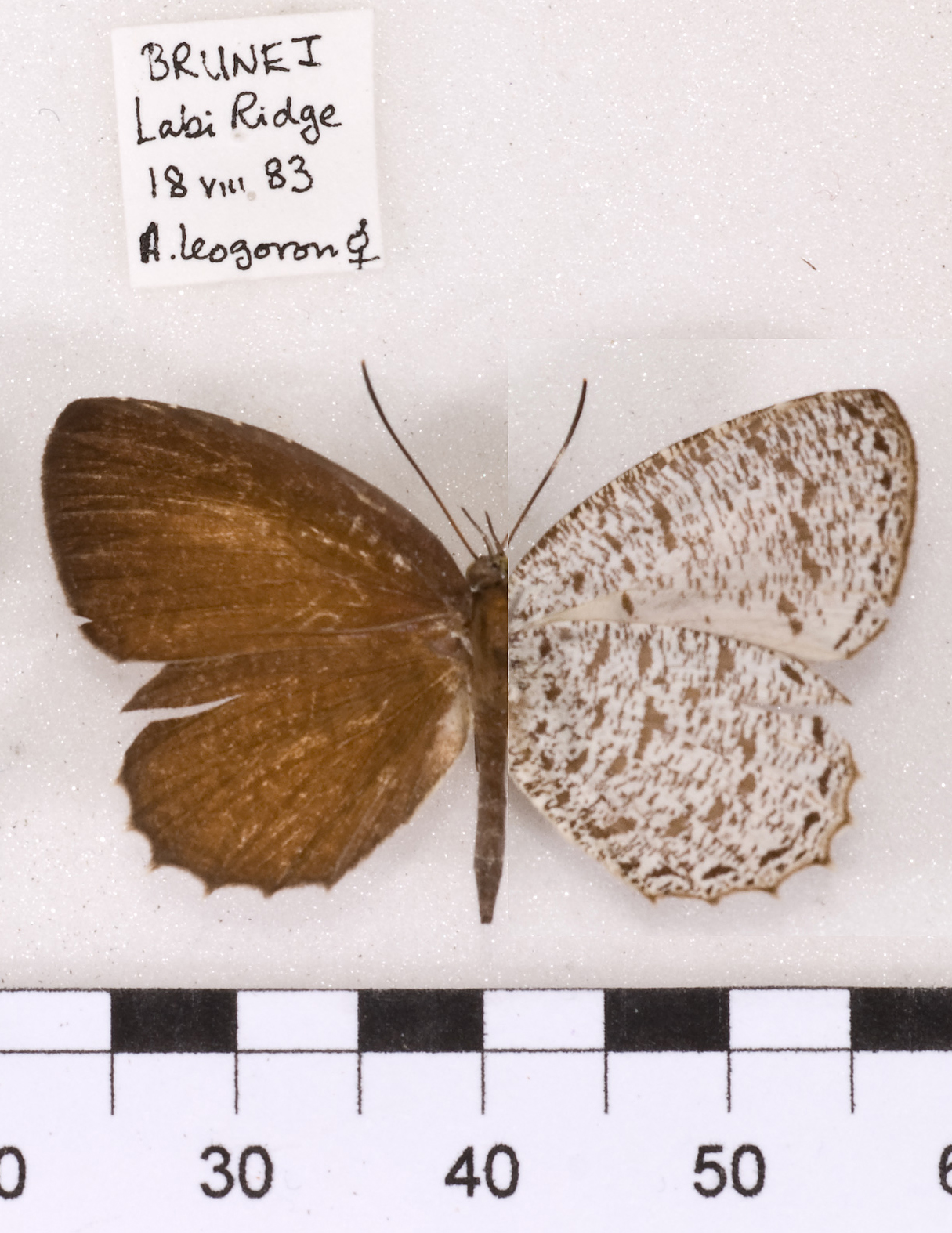